# Manicouaganreservoaren
Manicouaganreservoaren (franska: Réservoir Manicouagan) eller Manicouagansjön, är en cirkelformad sjö i Québec i Kanada som omger René-Levasseur-ön. Sjön bildades då floderna Manicouagan och Mouchalagane samt de bågformade sjöarna Manicouagan och Mouchalagane reglerats av Daniel Johnson-dammen (färdig 1968). Med sin yta på 1 942 km² och ett största djup på 350 m (85 m i genomsnitt) rymmer sjön omkring 140 km³ vatten.

## Bakgrund
Sjön och ön i dess mitt är vad som återstår av en nedslagskrater som bildades då en 5 kilometer bred asteroid träffade jorden i slutet av triasperioden för omkring 214 miljoner år sedan (då den nordamerikanska kontinenten befann sig ungefär vid dagens östra Nordafrika). Den redan då urgamla prekambriska Kanadensiska skölden, den kraton som täcker nordöstra Nordamerika, har sedan dess genomgått tämligen få geologiska processer och Manicouagankratern har därför till stora delar bevarats under en mycket lång period. Ursprungligen var kratern dock omkring 100 km i diameter. Sedimentering och erosion har sedan dess reducerat diametern till omkring 72 kilometer.
Man har tidigare misstänkt att nedslagskratern skulle vara inblandad i Trias-jurassiska massutdöendet men nya forskningsresultat har nyligen daterat smältan i Manicouagankratern till 214±1 miljoner år sedan. Eftersom detta är 12±2 miljoner år före slutet på trias har man av dessa data dragit slutsatsen att nedslaget inte kan ha orsakat massutdöendet som markerar övergången mellan trias och jura.

## Modern exploatering

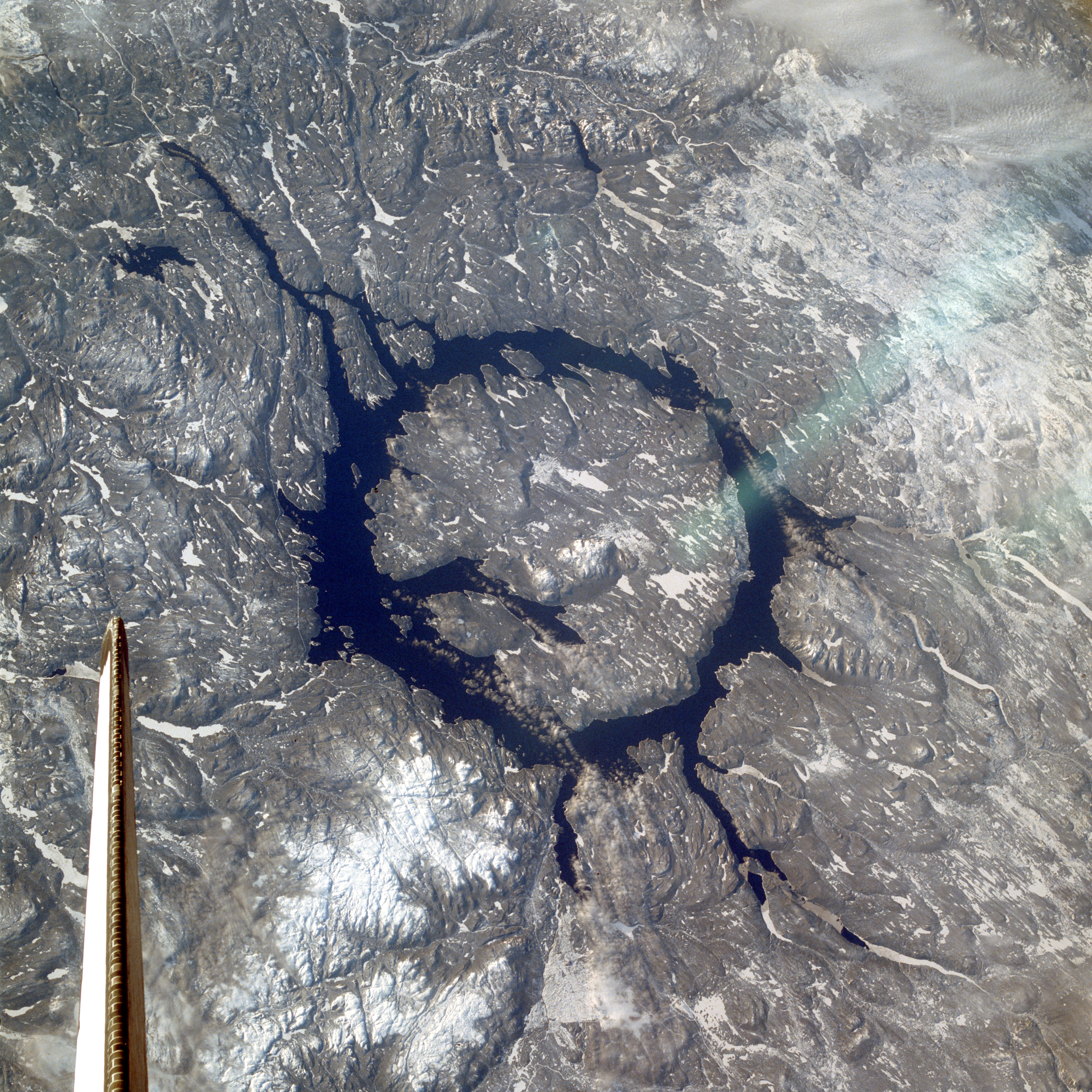
Manicouabareservoaren sedd vintertid från rymdfärjan Columbia vars stjärtfena syns i förgrunden. Norr i klockan fyra.
Foto: NASA 1983.

Före 1900-talet rann floderna Manicouagan och Mouchalagane på varsin sida om René-Levasseur som då närmast var ett berg eller en platå. På ömse sidor bildade floderna då två sjöar, Manicouagan och Mouchalagane. Den serie vattenkraftprojekt ("Manic 1", "Manic 2" etc) som Hydro-Québec byggde på 1960-talet förstorade avsevärt vattenarealen längs floderna. Hela dammkomplexet kallas också "Manic-Outardes" eftersom projektet reglerar både Manicouaganfloden och Outardesfloden. Projektets utan tvekan största kraftverk är Daniel Johnson-dammen i reservoarens södra ände.
Idag är Manicouaganreservoarens största tillflöden Manicouagan, Mouchalagane, Racine de Bouleau, Thémines samt Petit Manicouagan och Hart Jaune i norr. Då vattennivån höjdes lösgjordes grus, småsten och klippblock vilket något ökade mineralhalten i bottenslammet. Vintertid gör den kalla vintern i området att eluttaget är som allra störst vilket leder till att sjöns yta sjunker. Sommartid skapar värmen åter låga nivåer i reservoaren, vilket förstärks av att Hydro-Québec då säljer mycket el, framför allt till USA.
Förhöjda, men inte allvarliga, halter av bly har upptäckts i fisk i sjön, bland annat sik, gädda och sugfisk.
Idag tjänar reservoaren som rekreationsområde sommartid och attraherar tillsammans med René-Levasseur-ön ett stort antal turister årligen.
Miljöaktivister och den lokala ursprungsbefolkningen, innuindianerna, har under senare tid försökt få både sjön och René-Levasseur-ön skyddad från vidare exploatering, bland annat genom att starta projektet SOS Levasseur.